# Kim Cadzow
Kim Cadzow, née le 18 décembre 2001 à Tauranga, est une coureuse cycliste néo-zélandaise.

## Biographie
Adolescente, Kim Cadzow pratique la natation, puis le VTT et enfin le triathlon. En raison de blessures récurrentes lors de la course à pied, elle se lance dans le cyclisme sur route en 2021 alors qu'elle étudie le management sportif à l'Université Massey.
Dès l'année suivante, pour ses débuts en 2022, elle devient championne de Nouvelle-Zélande du contre-la-montre espoirs et vice-championne d'Océanie du contre-la-montre espoirs. Elle rejoint ensuite l'équipe continentale irlandaise Torelli en Europe et prend notamment la cinquième place au Mont Ventoux Dénivelé Challenge. Elle signe un contrat avec l'équipe Jumbo-Visma, avec qui elle participe au World Tour 2023. Elle représente la Nouvelle-Zélande aux mondiaux de fin de saison.
Pour 2024, Cadzow rejoint la nouvelle équipe EF Education-Cannondale. Au début de l'année, elle est championne de Nouvelle-Zélande du contre-la-montre. Le lendemain, dans la course sur route, elle prend la deuxième place de la course en ligne derrière la coureuse de moins de 23 ans Ella Wyllie. Étant donné que le règlement de la fédération néo-zélandaise prévoyait des podiums séparés pour les élites et les moins de 23 ans, Cadzow a reçu la médaille d'or pour l'élite, mais Wyllie était considéré comme le champion national,. En mars de cette année-là, elle remporte ses premières victoires au niveau international avec une victoire d'étape et le général du Trofeo Ponente in Rosa. Lors de Liège-Bastogne-Liège, elle s'illustre avec une sixième place après avoir longtemps roulé dans l'échappée de début de course.

## Palmarès

### Par années
- 2022
  -  Championne de Nouvelle-Zélande du contre-la-montre espoirs
  -  Médaillée d'argent du championnat d'Océanie du contre-la-montre espoirs
- 2024
  -  Championne de Nouvelle-Zélande du contre-la-montre
  - Trofeo Ponente in Rosa :
    - Classement général
    - 1re étape

  - 2e de championnat de Nouvelle-Zélande sur route
  - 6e de Liège-Bastogne-Liège
  - 7e du contre-la-montre des Jeux olympiques
  - 8e du Tour de Suisse
  - 10e de La Vuelta Femenina
- 2025
  -  Championne de Nouvelle-Zélande sur route
  -  Championne de Nouvelle-Zélande du contre-la-montre

### Résultats sur les grands tours

#### Tour d'Italie
2 participations
- 2024 : abandon (7e étape)
- 2025 : 97e

#### Tour d'Espagne
1 participation
- 2024 : 10e

### Classements mondiaux
| Année                                 | 2022 | 2023 | 2024 |
| ------------------------------------- | ---- | ---- | ---- |
| Classement UCI                        | 228e | 315e | 61e  |
| UCI World Tour                        | nc   | 124e | 56e  |
|                                       |      |      |      |
| Légende : nc = non classéSource : UCI |      |      |      |